# Station Hamburg Dammtor
Station Hamburg Dammtor (Messe/CCH) (Bahnhof/Haltepunkt Hamburg Dammtor (Messe/CCH), kort Bahnhof Dammtor) is een spoorwegstation in de Duitse stad Hamburg op de lijn Hamburg Hauptbahnhof - Station Hamburg-Altona en het parallelle S-Bahntraject voor de lijnen S2-S5. Het huidige station werd in 1903 geopend en verving het station aan de lager gelegen spoorlijn. Het stationsgebouw is beschermd erfgoed.
Het congrescentrum (CCH), de Evenementenhal van Hamburg (Messe), de Universiteit Hamburg en het Planten un Blomen-park liggen vlakbij.
Hamburg Dammtor is naar aantal reizigers het derde van de vijf langeafstandsstations in Hamburg, maar enkel de beide sporen aan het zuidelijke perron wordt door langeafstands- en regionale treinen gebruikt en hebben een bovenleiding. Het noordelijke perron is immers voor de S-Bahn voorbehouden. Die twee sporen zijn sinds 1939 met een derde rail voorzien, tot 1955 ook met een bovenleiding voor de toenmalige wisselspanningstreinen.
In september 2006 koos de organisatie "Allianz pro Schiene" het station Dammtor als beste grootstadstation van Duitsland.
In de zin van de dienstregeling is het huidige station Dammtor geen Bahnhof, maar eigenlijk twee afzonderlijke Haltepunkte (haltes), omdat station geen wissels meer heeft.

## Geschiedenis

### Station vanaf 1866
Het eerste station Dammtor in Hamburg werd in 1866 aan de nieuwgebouwde Hamburg-Altonaer Verbindungsbahn ingericht.
Het station in gebouwd in de stijl van die tijd met een middendeel en zijvleugels en had aan de noordzijde een perron, dat ter hoogte van de kruising tussen de Alsterglacis en de Neuen Rabenstraße lag. De zuidelijke kant grensde met een klein voorplein aan de Tiergartenstraße en ter hoogte van de versmalling aan de Binnenalster. Op deze locatie bevindt zich nu de Cinemaxx-bioscoop. Op plattegronden uit die tijd is op deze plek het station ingetekend.
Het doorgangsstation had naast de doorgangssporen van de Verbindingsbaan ook een speciaal spoor voor de trein van de keizer en een koninklijke wachtkamer op de begane grond. Op een plattegrond uit 1888 in het Frans wordt het station betitelt als "Gare de Kiel" oftewel "Kieler Bahnhof".
Na voltooiing van het nieuwe grotere station in 1903 werd het eerste station Dammtor afgebroken. Op een plattegrond uit 1900 staan beide stations getekend.

### Station uit 1903
Het nieuwe station Dammtor had meer ruimte nodig dan het eerste station, tevens werd in die tijd de gehele Verbindingsbaan verhoogd aangelegd op een dijk met onderdoorgangen. Het nieuwe station werd verder westelijk gelegd dan het eerste station, terwijl het eerste station nog in gebruik was. Op 7 juni 1903 werd het nieuwe station feestelijk geopend onder aanwezigheid van Zijne Majesteit Keizer Wilhelm II. Het station kreeg vanaf toen de bijnaam "Kaiserbahnhof" (Keizerstation).
De combinatie van stationsgebouw en stationskap beschikt over vier sporen aan twee eilandperrons, die door een zandsteen beklede kap in jugendstil overspannen wordt. Deze werd in 1903 naar ontwerp van de architect Ernst Moeller gebouwd en is 112 meter lang, 25 meter breed en 23,5 meter hoog. Het gebouw heeft een monumentale status en werd tussen 1999 en 2002 onder leiding van de architect Stefan Rimpf gerestaureerd. Daarbij werd de stationshal omgebouwd, de treinsporen werden 200 meter verlegd en kwamen buiten de kap te liggen. Tevens werden trappen in het station verlegd en een andere toegang naar het treinstation (richting het congrescentrum) gebouwd. De totalen kosten van rond de €24 miljoen werd grotendeels door de Deutsche Bahn (€21,85 miljoen) en de bondsoverheid (€2,15 miljoen) betaald.

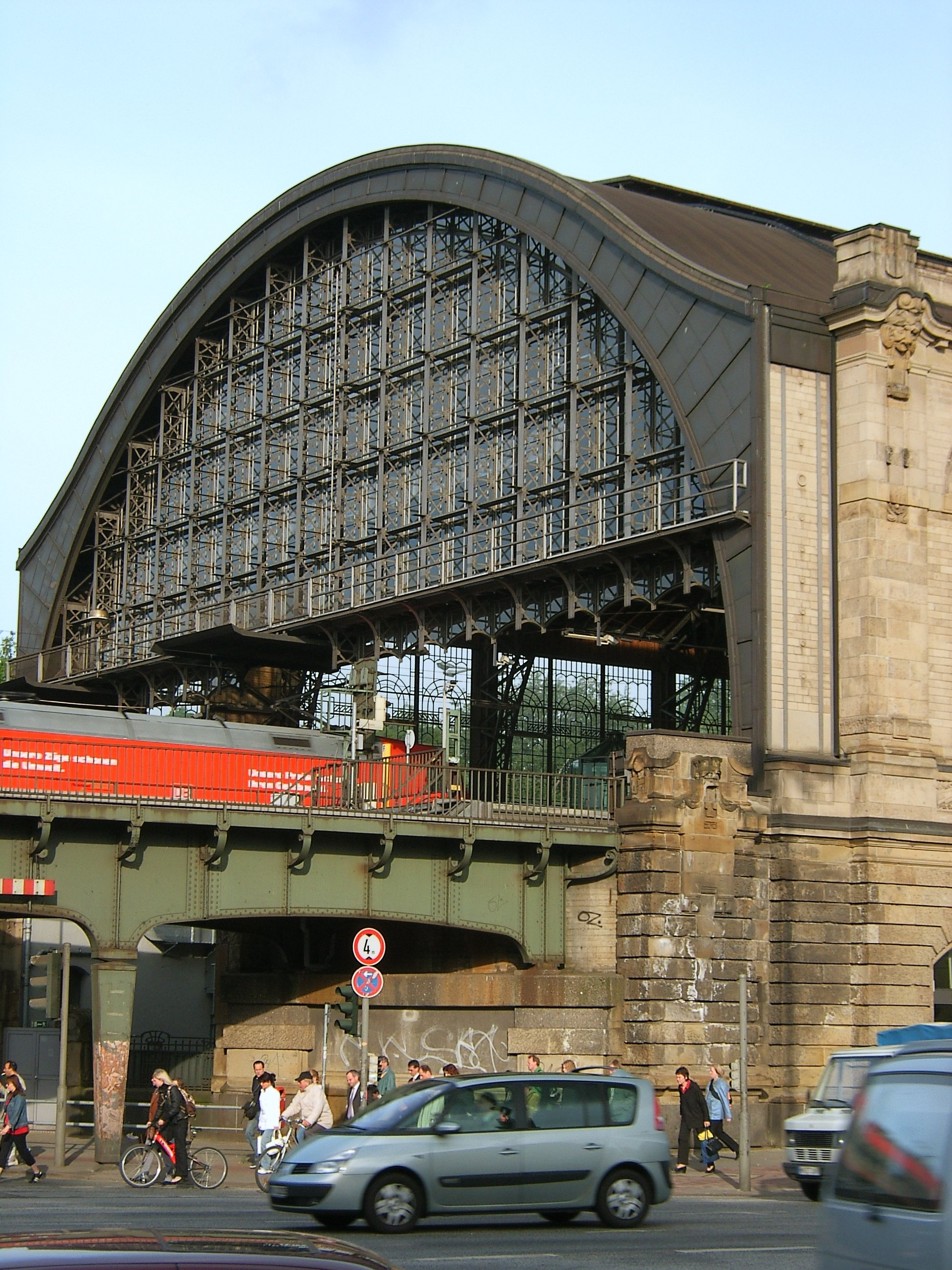
Zuidoostelijke zijde van de kap met de uitgang richting Hauptbahnhof
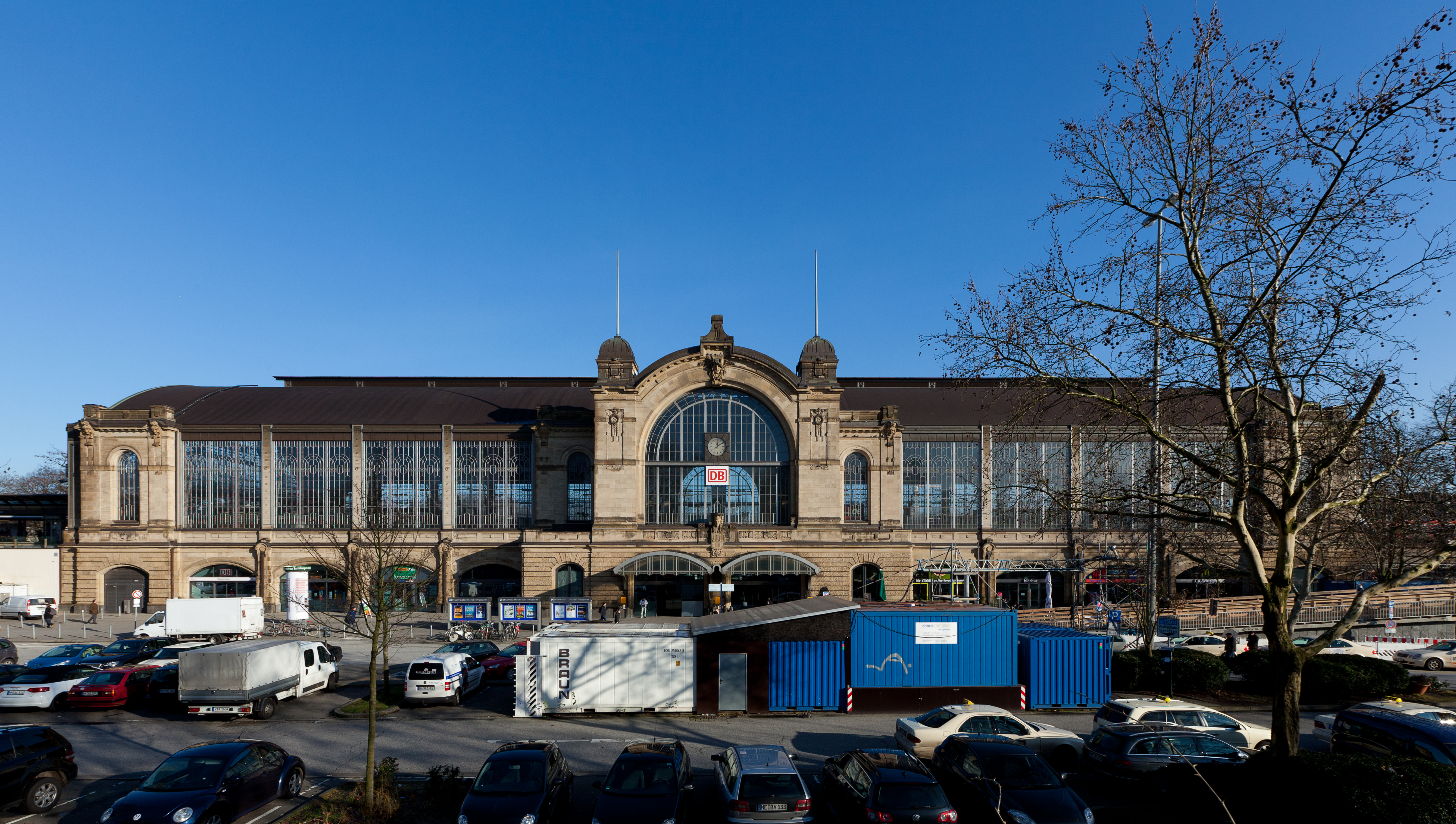
Zuidwestzijde station Dammtor
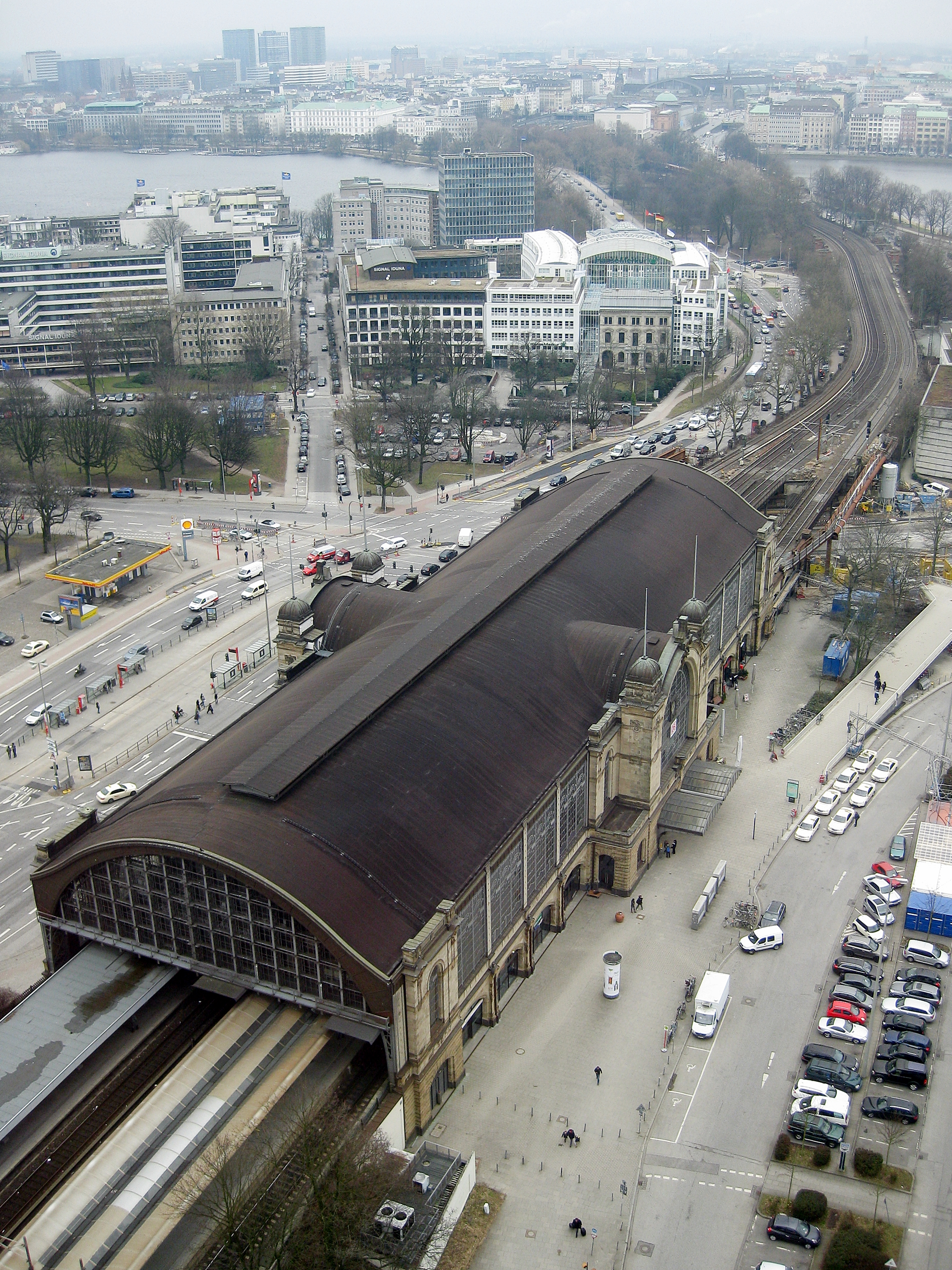
Luchtopname kijken richting het zuiden
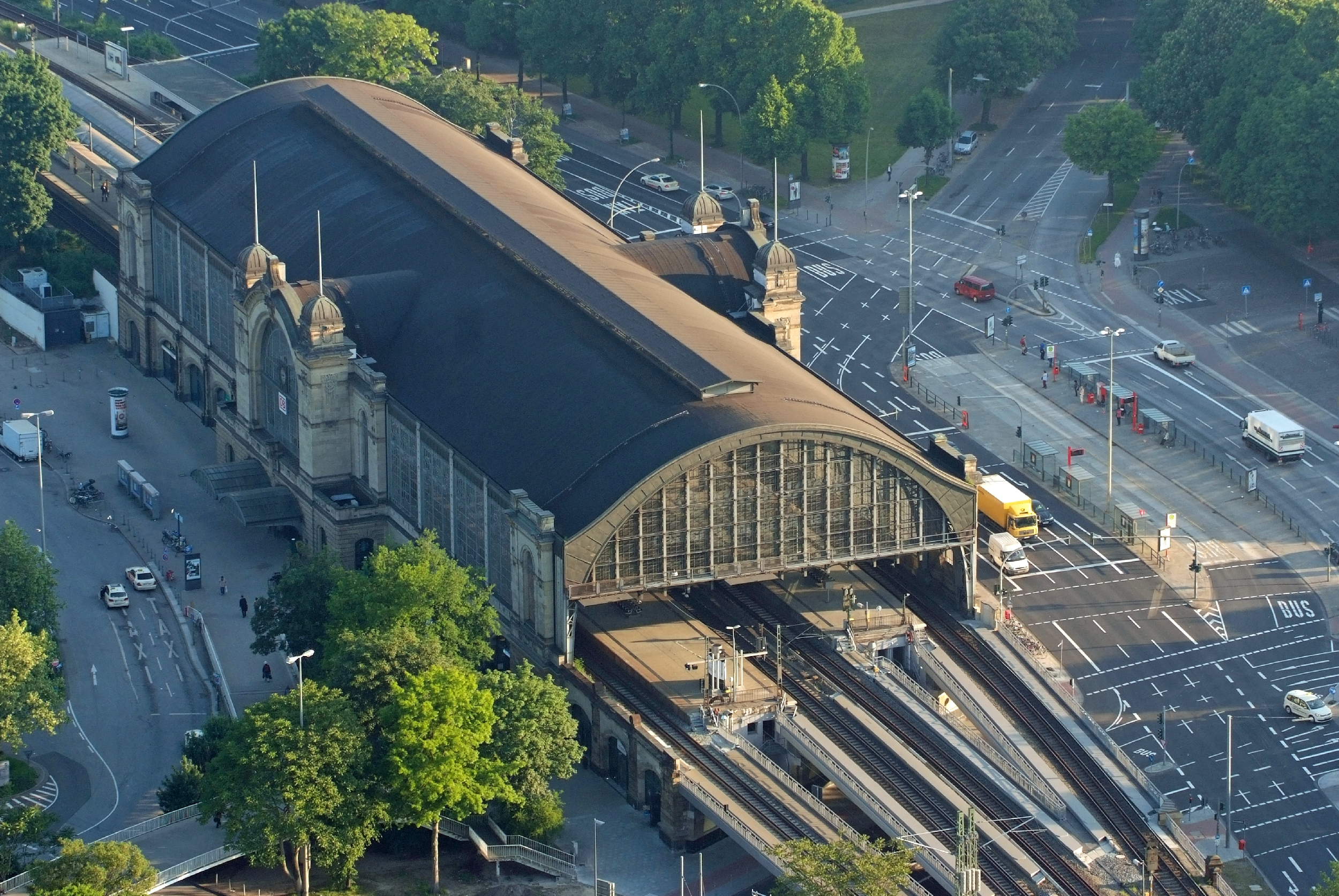
Luchtopname kijken richting het noorden
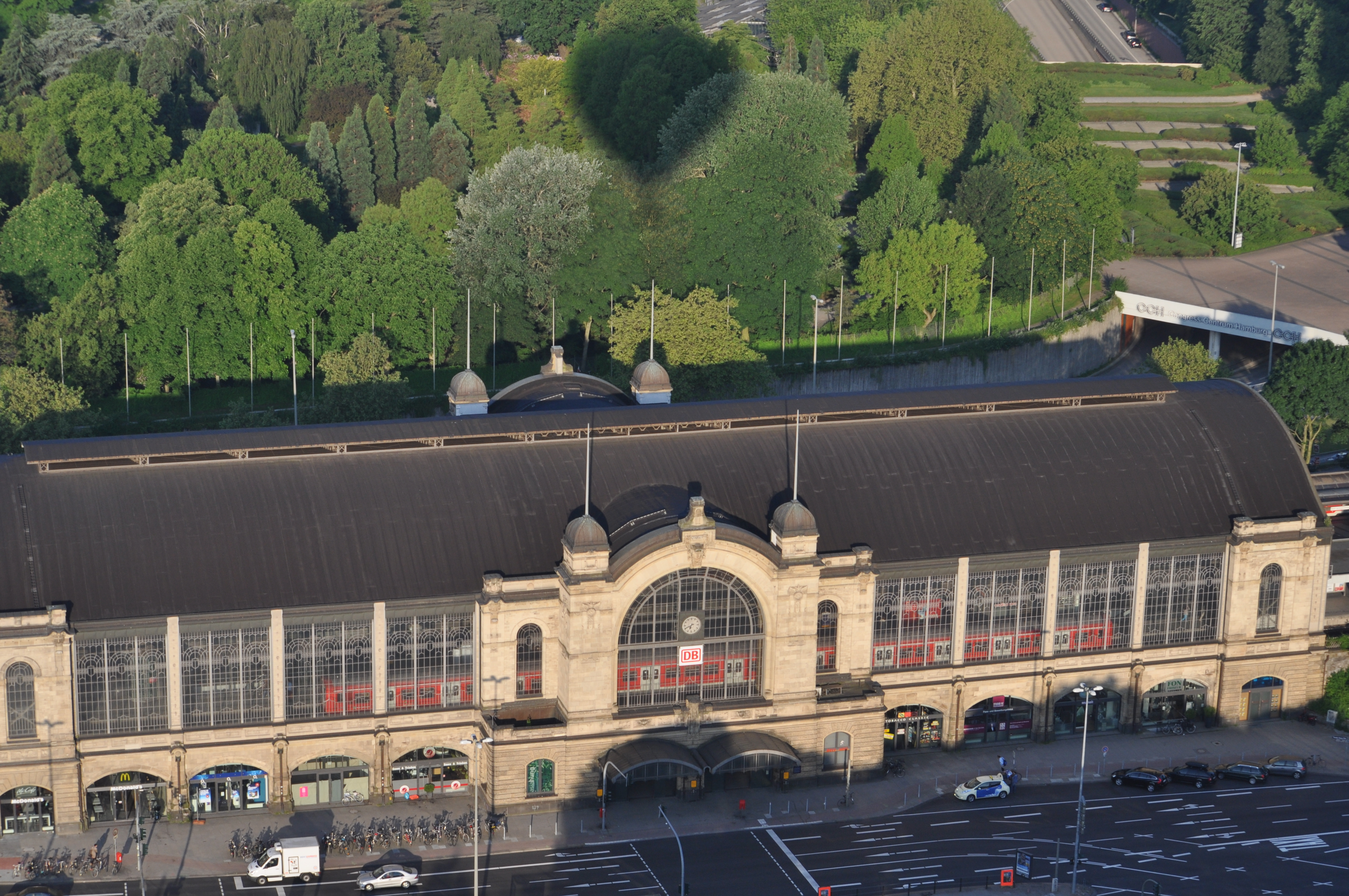
Zijaanzicht

## Omgeving
De noordelijke uitgang van het station komt uit in het stadsdeel Rotherbaum. Daarvoor loop de Edmund-Siemers-Allee - met in het midden van de straat haltes voor de bussen - die naar de nabijgelegen Universiteit Hamburg loopt. Daarachter begint het Grindelviertel. Achter de straat en de hier afbuigende Rotherbaumchaussee ligt het park Moorweide.
Het voorplein van de zuidelijke uitgang en het lokale congres-, tentoonstellings- en evenementencentrum CCH met de Radisson Blu Hoteltoren horen administratief nog tot een smalle uitloper van het stadsdeel St. Pauli. De Dag-Hammarskjöld-Voetgangersburg (ook het voorplein is vernoemd naar Dag Hammarskjöld) loopt hier naar de ingang van het metrostation Stephansplatz (hier het stadsdeel Neustadt) in de Alten Botanischen Garten als parkdeel van Planten un Blomen verder de Hamburgse binnenstad in. Aan de oostelijke einde van het station kruist de drukke straat Dammtordamm, die onder de sporen doorgaat.

## Betekenis van het station
Met rond de 43.000 reizigers per dag is het station het derde station van Hamburg en een van de vijf langeafstandsstations van de stad. Dagelijks bedienen 310 langeafstands- en regionale evenals 527 S-Bahntreinen het station.
De prestigieuze uitstraling van het stationscomplex werd bij voorkeur gebruikt om belangrijke staatsgasten te ontvangen, zoals koning Eduard VII van het Verenigd Koninkrijk, keizer Haile Selassie van Ethiopië, koningin Elizabeth II van het Verenigd Koninkrijk, koningin Margrethe II van Denemarken, koningin Juliana der Nederlanden evenals de sjah van Perzië Mohammad Reza Pahlavi.
Op ongeveer 10.300 m² bedrijfsvloeroppervlakte bieden rond de 30 winkels en horecagelegenheden samen rond de 150 arbeidsplaatsen.

## Verbindingen
Op de langeafstandsverbindingen stoppen ICE-, IC- en EC-treinen, evenals nachttreinen van ÖBB Nightjet en EuroNight. Alleen langeafstandtreinen van FlixTrain slaan Dammtor over. Voor regionale verbindingen stoppen er Regional-Express- en RegionalBahntreinen van DB Regio en nordbahn. De S-Bahntreinen worden gereden door DB Regio.

### Langeafstandstreinen
De volgende langeafstandstreinen doen station Hamburg Dammtor aan:
| Serie          | Route | Route | Route | Route | Route | Route | Frequentie |
| -------------- | --- | --- | --- | --- | --- | --- | --- |
| ICE-Sprinter 1 | Hamburg (Altona – Dammtor – Hbf) – Düsseldorf – Duisburg – Keulen | Hamburg (Altona – Dammtor – Hbf) – Düsseldorf – Duisburg – Keulen | Hamburg (Altona – Dammtor – Hbf) – Düsseldorf – Duisburg – Keulen | Hamburg (Altona – Dammtor – Hbf) – Düsseldorf – Duisburg – Keulen | Hamburg (Altona – Dammtor – Hbf) – Düsseldorf – Duisburg – Keulen | Hamburg (Altona – Dammtor – Hbf) – Düsseldorf – Duisburg – Keulen | 1x per dag |
| ICE-Sprinter 4 | Hamburg (Altona – Dammtor – Hbf) – Hannover – Frankfurt (Main) – Darmstadt | Hamburg (Altona – Dammtor – Hbf) – Hannover – Frankfurt (Main) – Darmstadt | Hamburg (Altona – Dammtor – Hbf) – Hannover – Frankfurt (Main) – Darmstadt | Hamburg (Altona – Dammtor – Hbf) – Hannover – Frankfurt (Main) – Darmstadt | Hamburg (Altona – Dammtor – Hbf) – Hannover – Frankfurt (Main) – Darmstadt | Hamburg (Altona – Dammtor – Hbf) – Hannover – Frankfurt (Main) – Darmstadt | 1x per dag |
| ICE 20         | Kiel – Neumünster – | Hamburg (Dammtor – Hbf) – Hannover – Göttingen – Kassel-Wilhelmshöhe – Frankfurt (Main) – | Hamburg (Dammtor – Hbf) – Hannover – Göttingen – Kassel-Wilhelmshöhe – Frankfurt (Main) – | Hamburg (Dammtor – Hbf) – Hannover – Göttingen – Kassel-Wilhelmshöhe – Frankfurt (Main) – | Hamburg (Dammtor – Hbf) – Hannover – Göttingen – Kassel-Wilhelmshöhe – Frankfurt (Main) – | Mannheim – Karlsruhe – Baden-Baden – Freiburg – Bazel (Bad Bf – SBB) – Zürich – Chur | 1x per 2 uur Altona – CH, enkele treinen naar Kiel of Wiesbaden                                                             |
| ICE 20         | Hamburg-Altona – | Hamburg (Dammtor – Hbf) – Hannover – Göttingen – Kassel-Wilhelmshöhe – Frankfurt (Main) – | Hamburg (Dammtor – Hbf) – Hannover – Göttingen – Kassel-Wilhelmshöhe – Frankfurt (Main) – | Hamburg (Dammtor – Hbf) – Hannover – Göttingen – Kassel-Wilhelmshöhe – Frankfurt (Main) – | Hamburg (Dammtor – Hbf) – Hannover – Göttingen – Kassel-Wilhelmshöhe – Frankfurt (Main) – | Frankfurt (Main) Flugh. Fernbf – Mainz – Wiesbaden | 1x per 2 uur Altona – CH, enkele treinen naar Kiel of Wiesbaden                                                             |
| ICE 22         | Kiel – Neumünster – | Hamburg (Dammtor – Hbf) – | Hannover – Kassel-Wilhelmshöhe – Frankfurt (Main) (Hbf – Flugh. Fernbf) – Mannheim – Stuttgart | Hannover – Kassel-Wilhelmshöhe – Frankfurt (Main) (Hbf – Flugh. Fernbf) – Mannheim – Stuttgart | Hannover – Kassel-Wilhelmshöhe – Frankfurt (Main) (Hbf – Flugh. Fernbf) – Mannheim – Stuttgart | Hannover – Kassel-Wilhelmshöhe – Frankfurt (Main) (Hbf – Flugh. Fernbf) – Mannheim – Stuttgart | 1x per 2 uur, enkele treinen van/naar Kiel of Oldenburg                                                                     |
| ICE 22         | Hamburg-Altona – | Hamburg (Dammtor – Hbf) – | Hannover – Kassel-Wilhelmshöhe – Frankfurt (Main) (Hbf – Flugh. Fernbf) – Mannheim – Stuttgart | Hannover – Kassel-Wilhelmshöhe – Frankfurt (Main) (Hbf – Flugh. Fernbf) – Mannheim – Stuttgart | Hannover – Kassel-Wilhelmshöhe – Frankfurt (Main) (Hbf – Flugh. Fernbf) – Mannheim – Stuttgart | Hannover – Kassel-Wilhelmshöhe – Frankfurt (Main) (Hbf – Flugh. Fernbf) – Mannheim – Stuttgart | 1x per 2 uur, enkele treinen van/naar Kiel of Oldenburg                                                                     |
| ICE 22         | Oldenburg – Bremen – | | Hannover – Kassel-Wilhelmshöhe – Frankfurt (Main) (Hbf – Flugh. Fernbf) – Mannheim – Stuttgart | Hannover – Kassel-Wilhelmshöhe – Frankfurt (Main) (Hbf – Flugh. Fernbf) – Mannheim – Stuttgart | Hannover – Kassel-Wilhelmshöhe – Frankfurt (Main) (Hbf – Flugh. Fernbf) – Mannheim – Stuttgart | Hannover – Kassel-Wilhelmshöhe – Frankfurt (Main) (Hbf – Flugh. Fernbf) – Mannheim – Stuttgart | 1x per 2 uur, enkele treinen van/naar Kiel of Oldenburg                                                                     |
| ICE 25         | Hamburg (Altona – Dammtor) – | Hamburg (Hbf – Harburg) – | Hannover – Göttingen – Kassel-Wilhelmshöhe – Fulda – Würzburg – Nürnberg – Ingolstadt – München (– Garmisch-Partenkirchen) | Hannover – Göttingen – Kassel-Wilhelmshöhe – Fulda – Würzburg – Nürnberg – Ingolstadt – München (– Garmisch-Partenkirchen) | Hannover – Göttingen – Kassel-Wilhelmshöhe – Fulda – Würzburg – Nürnberg – Ingolstadt – München (– Garmisch-Partenkirchen) | Hannover – Göttingen – Kassel-Wilhelmshöhe – Fulda – Würzburg – Nürnberg – Ingolstadt – München (– Garmisch-Partenkirchen) | 1x per uur Altona - München. 1x per twee uur één treinstel naar Oldenburg. 1x per dag naar Lübeck of Garmisch-Partenkirchen |
| ICE 25         | Lübeck – | Hamburg (Hbf – Harburg) – | Hannover – Göttingen – Kassel-Wilhelmshöhe – Fulda – Würzburg – Nürnberg – Ingolstadt – München (– Garmisch-Partenkirchen) | Hannover – Göttingen – Kassel-Wilhelmshöhe – Fulda – Würzburg – Nürnberg – Ingolstadt – München (– Garmisch-Partenkirchen) | Hannover – Göttingen – Kassel-Wilhelmshöhe – Fulda – Würzburg – Nürnberg – Ingolstadt – München (– Garmisch-Partenkirchen) | Hannover – Göttingen – Kassel-Wilhelmshöhe – Fulda – Würzburg – Nürnberg – Ingolstadt – München (– Garmisch-Partenkirchen) | 1x per uur Altona - München. 1x per twee uur één treinstel naar Oldenburg. 1x per dag naar Lübeck of Garmisch-Partenkirchen |
| ICE 25         | Oldenburg – Bremen – | | Hannover – Göttingen – Kassel-Wilhelmshöhe – Fulda – Würzburg – Nürnberg – Ingolstadt – München (– Garmisch-Partenkirchen) | Hannover – Göttingen – Kassel-Wilhelmshöhe – Fulda – Würzburg – Nürnberg – Ingolstadt – München (– Garmisch-Partenkirchen) | Hannover – Göttingen – Kassel-Wilhelmshöhe – Fulda – Würzburg – Nürnberg – Ingolstadt – München (– Garmisch-Partenkirchen) | Hannover – Göttingen – Kassel-Wilhelmshöhe – Fulda – Würzburg – Nürnberg – Ingolstadt – München (– Garmisch-Partenkirchen) | 1x per uur Altona - München. 1x per twee uur één treinstel naar Oldenburg. 1x per dag naar Lübeck of Garmisch-Partenkirchen |
| ICE 28         | Hamburg (Altona – Dammtor – Hbf) – Berlin-Spandau – | Hamburg (Altona – Dammtor – Hbf) – Berlin-Spandau – | Berlijn (Hbf – Südkreuz) – Lutherstadt Wittenberg – Leipzig – Nürnberg – | Ingolstadt – | München – | München Ost – Rosenheim – Kufstein – Innsbruck | 1x per uur Altona - München, enkele treinen per dag naar Warnemünde/Binz/Innsbruck, tussenstops wisselt per trein.          |
| ICE 28         | Warnemünde – Rostock – Neustrelitz – | Berlin Gesundbrunnen – | Berlijn (Hbf – Südkreuz) – Lutherstadt Wittenberg – Leipzig – Nürnberg – | Augsburg – | München – | Garmisch-Partenkirchen – Innsbruck | 1x per uur Altona - München, enkele treinen per dag naar Warnemünde/Binz/Innsbruck, tussenstops wisselt per trein.          |
| ICE 28         | Binz – Stralsund – Prenzlau – | Berlin Gesundbrunnen – | Berlijn (Hbf – Südkreuz) – Lutherstadt Wittenberg – Leipzig – Nürnberg – | Augsburg – | München – | Garmisch-Partenkirchen – Innsbruck | 1x per uur Altona - München, enkele treinen per dag naar Warnemünde/Binz/Innsbruck, tussenstops wisselt per trein.          |
| ICE 91         | Hamburg (Hbf – Harburg) – Bremen – Osnabrück – Münster – Dortmund – Wuppertal – Keulen – Bonn – Koblenz – Mainz – Frankfurt (Main) (Flugh. Fernbf – Hbf) Hanau – | Hamburg (Hbf – Harburg) – Bremen – Osnabrück – Münster – Dortmund – Wuppertal – Keulen – Bonn – Koblenz – Mainz – Frankfurt (Main) (Flugh. Fernbf – Hbf) Hanau – | Hamburg (Hbf – Harburg) – Bremen – Osnabrück – Münster – Dortmund – Wuppertal – Keulen – Bonn – Koblenz – Mainz – Frankfurt (Main) (Flugh. Fernbf – Hbf) Hanau – | Würzburg – Nürnberg – Regensburg – Passau – Wels – Linz – St. Pölten – Wenen (Meidling – Hbf) | Würzburg – Nürnberg – Regensburg – Passau – Wels – Linz – St. Pölten – Wenen (Meidling – Hbf) | Würzburg – Nürnberg – Regensburg – Passau – Wels – Linz – St. Pölten – Wenen (Meidling – Hbf) | Enkele treinen per dag |
| ICE 91         | Hamburg (Altona – Dammtor – Hbf – Harburg) – Hannover – Kassel-Wilhelmshöhe – Fulda – | | | Würzburg – Nürnberg – Regensburg – Passau – Wels – Linz – St. Pölten – Wenen (Meidling – Hbf) | Würzburg – Nürnberg – Regensburg – Passau – Wels – Linz – St. Pölten – Wenen (Meidling – Hbf) | Würzburg – Nürnberg – Regensburg – Passau – Wels – Linz – St. Pölten – Wenen (Meidling – Hbf) | Enkele treinen per dag |
| IC 26 26.1     | Ostseebad Binz – Stralsund – Rostock – Schwerin – | Ostseebad Binz – Stralsund – Rostock – Schwerin – | Ostseebad Binz – Stralsund – Rostock – Schwerin – | Hamburg (Altona – Dammtor – Hbf – Harburg) – Lüneburg – Uelzen – Celle – Hannover – Göttingen – Kassel-Wilhelmshöhe – Gießen – Frankfurt (Main) – Darmstadt – Heidelberg – Karlsruhe                                                                                             | Hamburg (Altona – Dammtor – Hbf – Harburg) – Lüneburg – Uelzen – Celle – Hannover – Göttingen – Kassel-Wilhelmshöhe – Gießen – Frankfurt (Main) – Darmstadt – Heidelberg – Karlsruhe                                                                                             | Hamburg (Altona – Dammtor – Hbf – Harburg) – Lüneburg – Uelzen – Celle – Hannover – Göttingen – Kassel-Wilhelmshöhe – Gießen – Frankfurt (Main) – Darmstadt – Heidelberg – Karlsruhe                                                                                             | 1x per twee uur, enkele treinen vanaf Ostseebad Binz (stopt niet in Altona en Dammtor) of Westerland                        |
| IC 26 26.1     | Westerland (Sylt) – Heide – Itzehoe – | | | Hamburg (Altona – Dammtor – Hbf – Harburg) – Lüneburg – Uelzen – Celle – Hannover – Göttingen – Kassel-Wilhelmshöhe – Gießen – Frankfurt (Main) – Darmstadt – Heidelberg – Karlsruhe                                                                                             | Hamburg (Altona – Dammtor – Hbf – Harburg) – Lüneburg – Uelzen – Celle – Hannover – Göttingen – Kassel-Wilhelmshöhe – Gießen – Frankfurt (Main) – Darmstadt – Heidelberg – Karlsruhe                                                                                             | Hamburg (Altona – Dammtor – Hbf – Harburg) – Lüneburg – Uelzen – Celle – Hannover – Göttingen – Kassel-Wilhelmshöhe – Gießen – Frankfurt (Main) – Darmstadt – Heidelberg – Karlsruhe                                                                                             | 1x per twee uur, enkele treinen vanaf Ostseebad Binz (stopt niet in Altona en Dammtor) of Westerland                        |
| IC 26 26.2     | Hamburg (Altona – Dammtor – Hbf – Harburg) – Lüneburg – Uelzen – Celle – Hannover – Göttingen – Kassel-Wilhelmshöhe – Würzburg – Ansbach – Augsburg – | Hamburg (Altona – Dammtor – Hbf – Harburg) – Lüneburg – Uelzen – Celle – Hannover – Göttingen – Kassel-Wilhelmshöhe – Würzburg – Ansbach – Augsburg – | Hamburg (Altona – Dammtor – Hbf – Harburg) – Lüneburg – Uelzen – Celle – Hannover – Göttingen – Kassel-Wilhelmshöhe – Würzburg – Ansbach – Augsburg – | Kempten (Allgäu) – Immenstadt – Oberstdorf | Kempten (Allgäu) – Immenstadt – Oberstdorf | Kempten (Allgäu) – Immenstadt – Oberstdorf | Enkele treinen per dag, trein wordt gesplitst in Augsburg                                                                   |
| IC 26 26.2     | Hamburg (Altona – Dammtor – Hbf – Harburg) – Lüneburg – Uelzen – Celle – Hannover – Göttingen – Kassel-Wilhelmshöhe – Würzburg – Ansbach – Augsburg – | Hamburg (Altona – Dammtor – Hbf – Harburg) – Lüneburg – Uelzen – Celle – Hannover – Göttingen – Kassel-Wilhelmshöhe – Würzburg – Ansbach – Augsburg – | Hamburg (Altona – Dammtor – Hbf – Harburg) – Lüneburg – Uelzen – Celle – Hannover – Göttingen – Kassel-Wilhelmshöhe – Würzburg – Ansbach – Augsburg – | München Ost – Rosenheim – Freilassing – Berchtesgaden | | | Enkele treinen per dag, trein wordt gesplitst in Augsburg                                                                   |
| EC/IC 27       | Budapest-Keleti – Szob – Nové Zámky – Bratislava – Kúty – Břeclav – Brno – Praag – Ústí nad Labem – Dresden (Hbf – Neustadt) – Berlijn (Südkreuz – Hbf – Spandau) – Wittenberge – Ludwigslust – Hamburg (Hbf – Dammtor – Altona) – Itzehoe – Heide – Niebüll – Westerland (Sylt) | Budapest-Keleti – Szob – Nové Zámky – Bratislava – Kúty – Břeclav – Brno – Praag – Ústí nad Labem – Dresden (Hbf – Neustadt) – Berlijn (Südkreuz – Hbf – Spandau) – Wittenberge – Ludwigslust – Hamburg (Hbf – Dammtor – Altona) – Itzehoe – Heide – Niebüll – Westerland (Sylt) | Budapest-Keleti – Szob – Nové Zámky – Bratislava – Kúty – Břeclav – Brno – Praag – Ústí nad Labem – Dresden (Hbf – Neustadt) – Berlijn (Südkreuz – Hbf – Spandau) – Wittenberge – Ludwigslust – Hamburg (Hbf – Dammtor – Altona) – Itzehoe – Heide – Niebüll – Westerland (Sylt) | Budapest-Keleti – Szob – Nové Zámky – Bratislava – Kúty – Břeclav – Brno – Praag – Ústí nad Labem – Dresden (Hbf – Neustadt) – Berlijn (Südkreuz – Hbf – Spandau) – Wittenberge – Ludwigslust – Hamburg (Hbf – Dammtor – Altona) – Itzehoe – Heide – Niebüll – Westerland (Sylt) | Budapest-Keleti – Szob – Nové Zámky – Bratislava – Kúty – Břeclav – Brno – Praag – Ústí nad Labem – Dresden (Hbf – Neustadt) – Berlijn (Südkreuz – Hbf – Spandau) – Wittenberge – Ludwigslust – Hamburg (Hbf – Dammtor – Altona) – Itzehoe – Heide – Niebüll – Westerland (Sylt) | Budapest-Keleti – Szob – Nové Zámky – Bratislava – Kúty – Břeclav – Brno – Praag – Ústí nad Labem – Dresden (Hbf – Neustadt) – Berlijn (Südkreuz – Hbf – Spandau) – Wittenberge – Ludwigslust – Hamburg (Hbf – Dammtor – Altona) – Itzehoe – Heide – Niebüll – Westerland (Sylt) | 1x per twee uur, enkele treinen naar Westerland, met een rijtuig naar Dagebüll                                              |
| EC/IC 30       | Hamburg-Altona – | Hamburg Dammtor – | Hamburg (Hbf – Harburg) – Bremen – Osnabrück – Münster – Dortmund – Essen – Duisburg – Düsseldorf – Keulen – Bonn – Koblenz – Mainz – Mannheim – | Hamburg (Hbf – Harburg) – Bremen – Osnabrück – Münster – Dortmund – Essen – Duisburg – Düsseldorf – Keulen – Bonn – Koblenz – Mainz – Mannheim – | Hamburg (Hbf – Harburg) – Bremen – Osnabrück – Münster – Dortmund – Essen – Duisburg – Düsseldorf – Keulen – Bonn – Koblenz – Mainz – Mannheim – | Heidelberg – Stuttgart | 1x per twee uur, 1x per dag vanaf Binz/Westerland                                                                           |
| EC/IC 30       | Westerland – Heide – Itzehoe – | Hamburg Dammtor – | Hamburg (Hbf – Harburg) – Bremen – Osnabrück – Münster – Dortmund – Essen – Duisburg – Düsseldorf – Keulen – Bonn – Koblenz – Mainz – Mannheim – | Hamburg (Hbf – Harburg) – Bremen – Osnabrück – Münster – Dortmund – Essen – Duisburg – Düsseldorf – Keulen – Bonn – Koblenz – Mainz – Mannheim – | Hamburg (Hbf – Harburg) – Bremen – Osnabrück – Münster – Dortmund – Essen – Duisburg – Düsseldorf – Keulen – Bonn – Koblenz – Mainz – Mannheim – | Karlsruhe – Baden-Baden – Freiburg – Bazel (Bad Bf – SBB) – Zürich – Sargans – Chur | 1x per dag, Hamburg-Chur |
| EC/IC 30       | Ostseebad Binz – Stralsund – Rostock – Schwerin – | | Hamburg (Hbf – Harburg) – Bremen – Osnabrück – Münster – Dortmund – Essen – Duisburg – Düsseldorf – Keulen – Bonn – Koblenz – Mainz – Mannheim – | Hamburg (Hbf – Harburg) – Bremen – Osnabrück – Münster – Dortmund – Essen – Duisburg – Düsseldorf – Keulen – Bonn – Koblenz – Mainz – Mannheim – | Hamburg (Hbf – Harburg) – Bremen – Osnabrück – Münster – Dortmund – Essen – Duisburg – Düsseldorf – Keulen – Bonn – Koblenz – Mainz – Mannheim – | Karlsruhe – Baden-Baden – Freiburg – Bazel (Bad Bf – SBB) – Zürich – Sargans – Chur | 1x per dag, Hamburg-Chur |
| IC 31          | Kiel – Neumünster – Hamburg Dammtor – | Kiel – Neumünster – Hamburg Dammtor – | Hamburg (Hbf – Harburg) – Bremen – Osnabrück – Münster – Dortmund – Essen – Duisburg – Düsseldorf – Keulen – Bonn – Koblenz – Mainz – Frankfurt (Flugh. Fernbf – Hbf) – Hanau – Würzburg – Nürnberg – Regensburg – Plattling – Passau                                            | Hamburg (Hbf – Harburg) – Bremen – Osnabrück – Münster – Dortmund – Essen – Duisburg – Düsseldorf – Keulen – Bonn – Koblenz – Mainz – Frankfurt (Flugh. Fernbf – Hbf) – Hanau – Würzburg – Nürnberg – Regensburg – Plattling – Passau                                            | Hamburg (Hbf – Harburg) – Bremen – Osnabrück – Münster – Dortmund – Essen – Duisburg – Düsseldorf – Keulen – Bonn – Koblenz – Mainz – Frankfurt (Flugh. Fernbf – Hbf) – Hanau – Würzburg – Nürnberg – Regensburg – Plattling – Passau                                            | Hamburg (Hbf – Harburg) – Bremen – Osnabrück – Münster – Dortmund – Essen – Duisburg – Düsseldorf – Keulen – Bonn – Koblenz – Mainz – Frankfurt (Flugh. Fernbf – Hbf) – Hanau – Würzburg – Nürnberg – Regensburg – Plattling – Passau                                            | Enkele treinen per dag, brede zomer naar Fehrman-Brug. Begin-/eindpunt wisselt per trein.                                   |
| IC 31          | Fehmarn-Brug – Oldenburg (Holst) – Lübeck – | | Hamburg (Hbf – Harburg) – Bremen – Osnabrück – Münster – Dortmund – Essen – Duisburg – Düsseldorf – Keulen – Bonn – Koblenz – Mainz – Frankfurt (Flugh. Fernbf – Hbf) – Hanau – Würzburg – Nürnberg – Regensburg – Plattling – Passau                                            | Hamburg (Hbf – Harburg) – Bremen – Osnabrück – Münster – Dortmund – Essen – Duisburg – Düsseldorf – Keulen – Bonn – Koblenz – Mainz – Frankfurt (Flugh. Fernbf – Hbf) – Hanau – Würzburg – Nürnberg – Regensburg – Plattling – Passau                                            | Hamburg (Hbf – Harburg) – Bremen – Osnabrück – Münster – Dortmund – Essen – Duisburg – Düsseldorf – Keulen – Bonn – Koblenz – Mainz – Frankfurt (Flugh. Fernbf – Hbf) – Hanau – Würzburg – Nürnberg – Regensburg – Plattling – Passau                                            | Hamburg (Hbf – Harburg) – Bremen – Osnabrück – Münster – Dortmund – Essen – Duisburg – Düsseldorf – Keulen – Bonn – Koblenz – Mainz – Frankfurt (Flugh. Fernbf – Hbf) – Hanau – Würzburg – Nürnberg – Regensburg – Plattling – Passau                                            | Enkele treinen per dag, brede zomer naar Fehrman-Brug. Begin-/eindpunt wisselt per trein.                                   |
| IC 76          | Hamburg (Hbf – Dammtor) – Rendsburg – Flensburg – Padborg – Tinglev – Kolding – Vejle – Skanderborg – Århus – Langå – Randers – Aalborg | Hamburg (Hbf – Dammtor) – Rendsburg – Flensburg – Padborg – Tinglev – Kolding – Vejle – Skanderborg – Århus – Langå – Randers – Aalborg | Hamburg (Hbf – Dammtor) – Rendsburg – Flensburg – Padborg – Tinglev – Kolding – Vejle – Skanderborg – Århus – Langå – Randers – Aalborg | Hamburg (Hbf – Dammtor) – Rendsburg – Flensburg – Padborg – Tinglev – Kolding – Vejle – Skanderborg – Århus – Langå – Randers – Aalborg | Hamburg (Hbf – Dammtor) – Rendsburg – Flensburg – Padborg – Tinglev – Kolding – Vejle – Skanderborg – Århus – Langå – Randers – Aalborg | Hamburg (Hbf – Dammtor) – Rendsburg – Flensburg – Padborg – Tinglev – Kolding – Vejle – Skanderborg – Århus – Langå – Randers – Aalborg | 3x per dag |
| CNL Komet      | Hamburg (Altona – Dammtor – Hbf – Harburg) – Hannover – Göttingen – Karlsruhe – Baden-Baden – Offenburg – Freiburg – Bazel (Bad Bf – SBB) – Baden – Zürich | Hamburg (Altona – Dammtor – Hbf – Harburg) – Hannover – Göttingen – Karlsruhe – Baden-Baden – Offenburg – Freiburg – Bazel (Bad Bf – SBB) – Baden – Zürich | Hamburg (Altona – Dammtor – Hbf – Harburg) – Hannover – Göttingen – Karlsruhe – Baden-Baden – Offenburg – Freiburg – Bazel (Bad Bf – SBB) – Baden – Zürich | Hamburg (Altona – Dammtor – Hbf – Harburg) – Hannover – Göttingen – Karlsruhe – Baden-Baden – Offenburg – Freiburg – Bazel (Bad Bf – SBB) – Baden – Zürich | Hamburg (Altona – Dammtor – Hbf – Harburg) – Hannover – Göttingen – Karlsruhe – Baden-Baden – Offenburg – Freiburg – Bazel (Bad Bf – SBB) – Baden – Zürich | Hamburg (Altona – Dammtor – Hbf – Harburg) – Hannover – Göttingen – Karlsruhe – Baden-Baden – Offenburg – Freiburg – Bazel (Bad Bf – SBB) – Baden – Zürich | 1x per dag |
| CNL Pyxis      | Hamburg (Altona – Dammtor – Hbf – Harburg) – Hannover – Augsburg – München (Hbf – Ost) | Hamburg (Altona – Dammtor – Hbf – Harburg) – Hannover – Augsburg – München (Hbf – Ost) | Hamburg (Altona – Dammtor – Hbf – Harburg) – Hannover – Augsburg – München (Hbf – Ost) | Hamburg (Altona – Dammtor – Hbf – Harburg) – Hannover – Augsburg – München (Hbf – Ost) | Hamburg (Altona – Dammtor – Hbf – Harburg) – Hannover – Augsburg – München (Hbf – Ost) | Hamburg (Altona – Dammtor – Hbf – Harburg) – Hannover – Augsburg – München (Hbf – Ost) | 1x per dag |
| EN Hans Albers | Hamburg (Altona – Dammtor – Hbf – Harburg) – Hannover – Göttingen – Würzburg – Nürnberg – Passau – Wels – Linz – Amstetten – St. Pölten – Wenen (Meidling – Hbf) | Hamburg (Altona – Dammtor – Hbf – Harburg) – Hannover – Göttingen – Würzburg – Nürnberg – Passau – Wels – Linz – Amstetten – St. Pölten – Wenen (Meidling – Hbf) | Hamburg (Altona – Dammtor – Hbf – Harburg) – Hannover – Göttingen – Würzburg – Nürnberg – Passau – Wels – Linz – Amstetten – St. Pölten – Wenen (Meidling – Hbf) | Hamburg (Altona – Dammtor – Hbf – Harburg) – Hannover – Göttingen – Würzburg – Nürnberg – Passau – Wels – Linz – Amstetten – St. Pölten – Wenen (Meidling – Hbf) | Hamburg (Altona – Dammtor – Hbf – Harburg) – Hannover – Göttingen – Würzburg – Nürnberg – Passau – Wels – Linz – Amstetten – St. Pölten – Wenen (Meidling – Hbf) | Hamburg (Altona – Dammtor – Hbf – Harburg) – Hannover – Göttingen – Würzburg – Nürnberg – Passau – Wels – Linz – Amstetten – St. Pölten – Wenen (Meidling – Hbf) | 1x per dag |

### Regionale treinen
De volgende regionale treinen doen station Hamburg Dammtor aan:
| Serie | Treinsoort                      | Route                                                                                             | Bijzonderheden             |
| ----- | ------------------------------- | ------------------------------------------------------------------------------------------------- | -------------------------- |
| RE 7  | Regional-Express (DB Regio)     | Hamburg Hbf – Hamburg Dammtor – Elmshorn – Neumünster – Rendsburg – Schleswig – Flensburg         | Schleswig-Holstein-Express |
| RB 61 | Regionalbahn (Nordbahn)         | Hamburg Hbf – Hamburg Dammtor – Pinneberg – Elmshorn – Glückstadt – Itzehoe                       |                            |
| RE 70 | RegionalExpress (DB Regio Nord) | Hamburg Hbf – Hamburg Dammtor – Pinneberg – Elmshorn – Wrist – Neumünster – Bordesholm – Kiel Hbf |                            |

### S-Bahntreinen

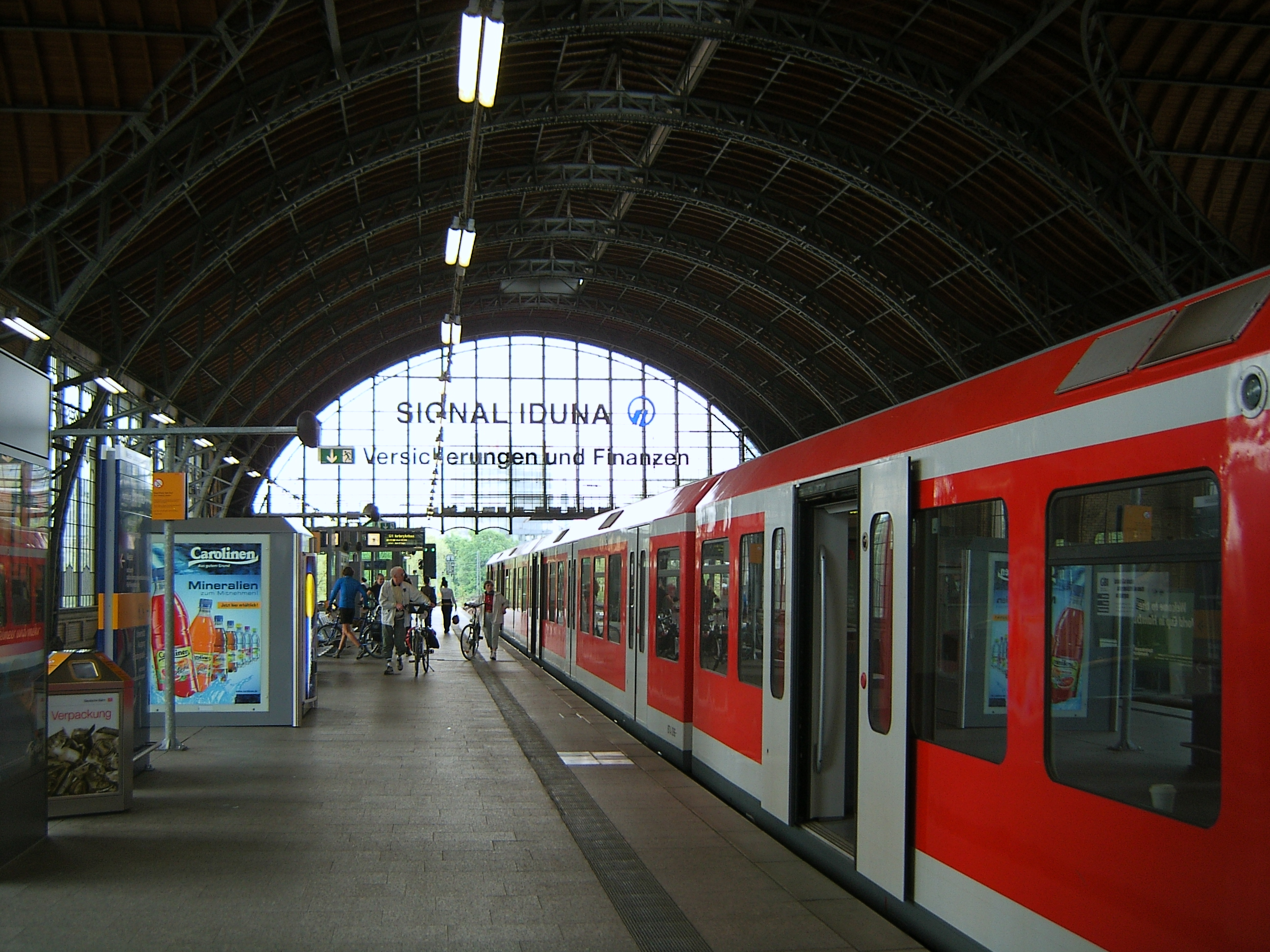
S-Bahnperron van Dammtor

De volgende S-Bahntreinen doen station Dammtor aan:
| Serie | Treinsoort        | Route | Bijzonderheden |
| ----- | ----------------- | --- | -------------- |
|       | S-Bahn (DB Regio) | Altona – Dammtor – Hauptbahnhof – Berliner Tor – Bergedorf – Aumühle                                           |                |
|       | S-Bahn (DB Regio) | Elbgaustraße – Eidelstedt – Dammtor – Hauptbahnhof – Harburg – Harburg Rathaus – Neugraben – Buxtehude – Stade |                |

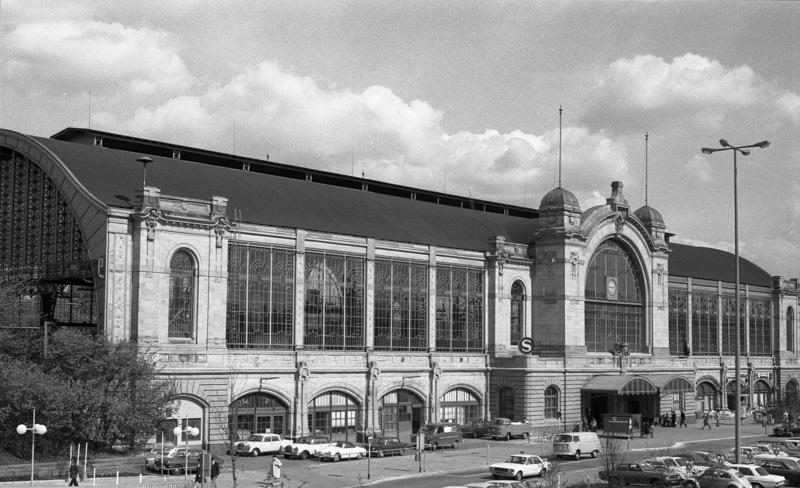
Station Dammtor in 1973
Plattegrond uit 1881 met het driesporige station Dammtor
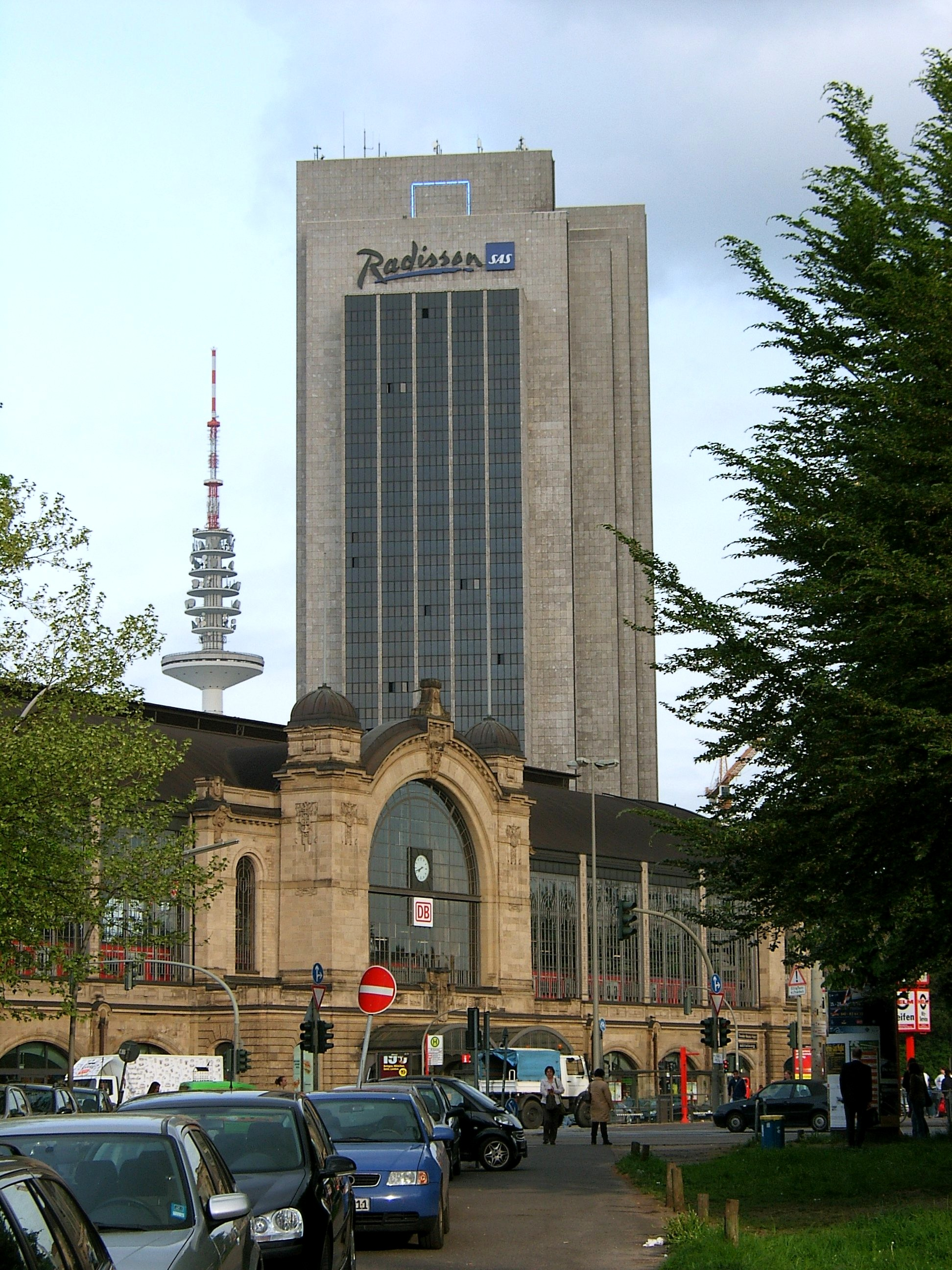
Station Dammtor met op de achtergrond het hotel en Heinrich-Hertz-Turm